# Пляжі Одеси

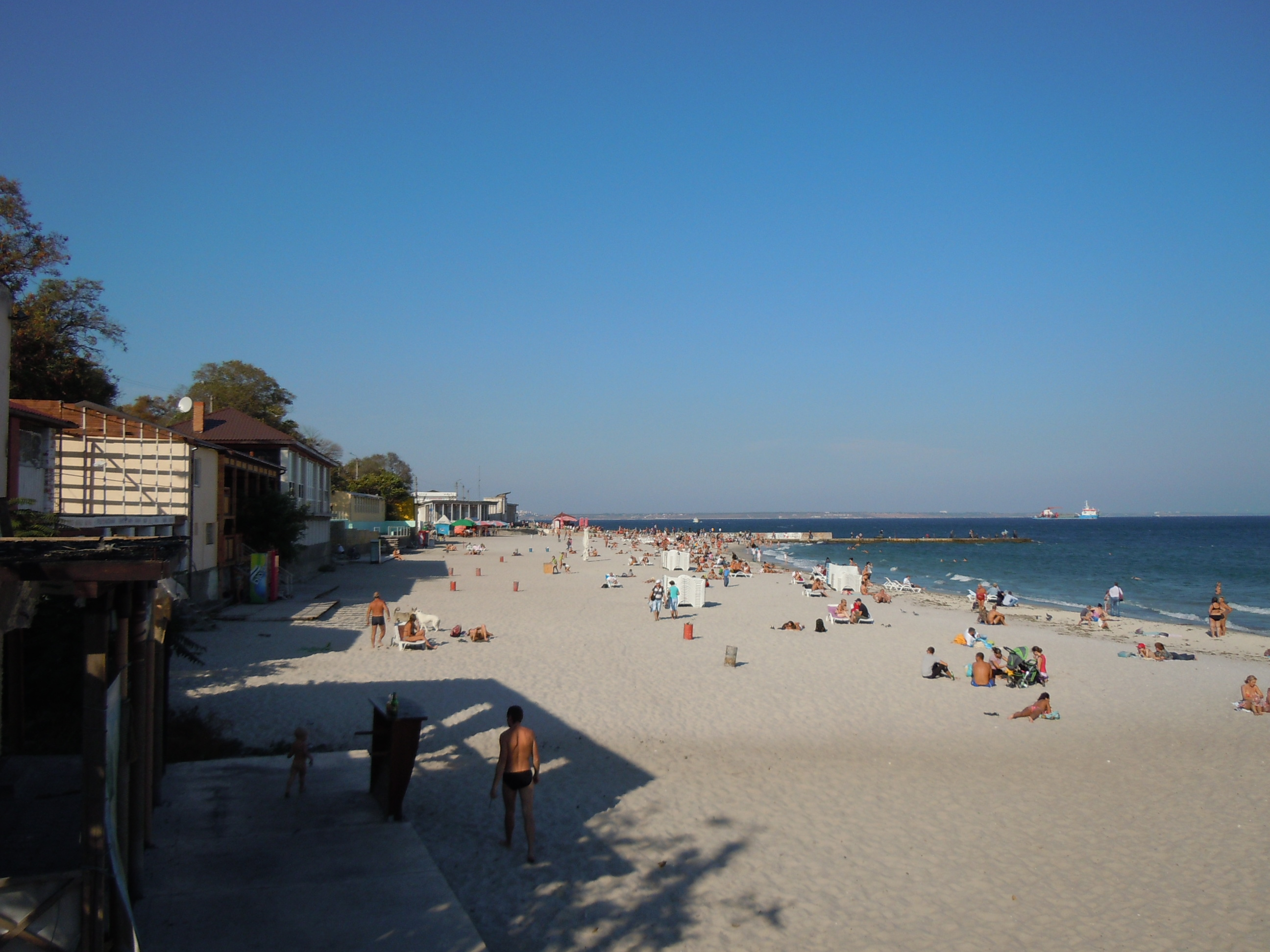
Пляж «Ланжерон»

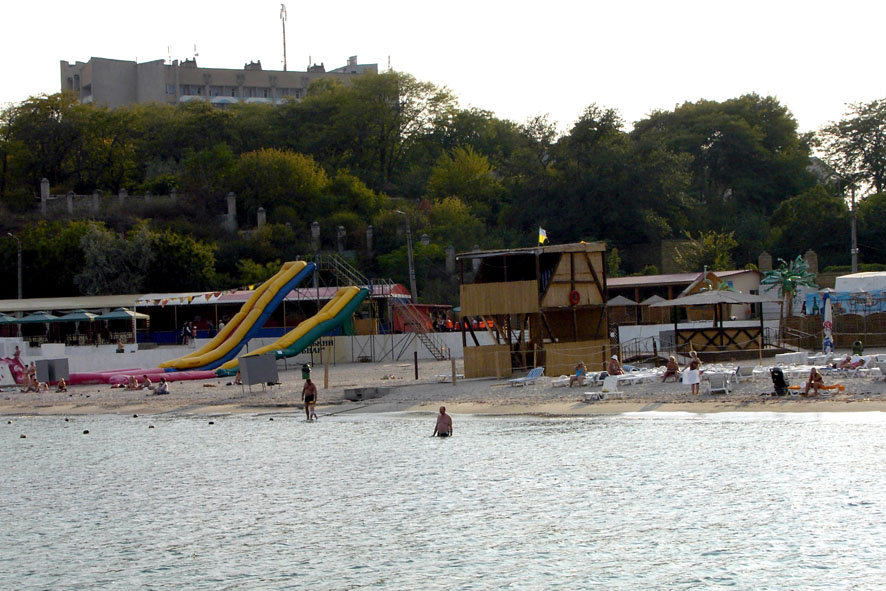
Пляж «Золотий берег»

Пляжі Одеси — пляжі, розташовані в межах Одеси та інших населених пунктів Одеської міської ради. Багато пляжів Одеси впорядковано, деякі мають рятувальні станції. На більшість пляжів заборонений прохід з тваринами, а на території заборонено розпивання спиртних напоїв і купання у нетверезому стані.
- Пляж «Лузанівка» — переважно безкоштовний піщаний пляж. Один з найдоступніших за вартістю пляжів Одеси, немає хвилерізів, пісок природного намила. Пляж Лузанівка є одним з наймолодших пляжів Одеси, завдяки тому що він розташований між двома значно населеними районами Одеси — селищем Котовського і центром міста, тут досить таки чиста вода і тепла, а також відсутній стік вод. Пляж природного походження, на відміну від міських пляжів, там переважно завезений пісок. Уздовж усього пляжу тягнеться парк, де можна комфортно розміститися для пікніка на свіжому повітрі. З пляжу відкривається гарний краєвид на центр Одеси. Тут багато дискотек, ресторанів і барів. Лузанівку величають другою Аркадією, а вартість відпочинку набагато демократичніша. Є безліч розваг для дітей, луна парк атракціонів, ігрові майданчики.
- Пляж «Ланжерон» — Найчистіший і найупорядкованіший пляж. У наявності — біотуалет, близько 20 роздягалень, медпункт, дитячі атракціони з басейнами і безкоштовні питні фонтанчики. Урни — через кожні 10 метрів. Уздовж пляжу продається багато продуктів та речей для комфортного відпочинку.
- Пляж «Відрада» — На пляжі в основному відпочиває молодь. На території «Відради» постійно діє медпункт, один безкоштовний туалет, працює дитячий аніматор.
- Пляж «Собачий» — Дістатися до «Собачого» можна, спустившись по провулку Дунаєва. Левову частину пляжу займають відвідувачі з собаками, іноді місцеві кучери, що днем катають туристів по місту, ввечері купають коней на цьому пляжі. Часто тут «приймають ванни» й бездомні. Шезлонгів і туалетів в околицях пляжу не спостерігається, а підхід до нього лягає через крутий спуск.
- Пляж «Дельфін» — Улюблене місце відпочинку студентів Одеського унівеситету ім. І.І. Мечникова[1], бо поблизу працює гуманітарний корпус вишу. Потрапити на пляж можна, спустившись по сходах в Шампанському провулку. Раніше можна було спуститися до пляжу на ліфті, розташованому на території санаторія «Магнолія». Проте зараз санаторій у приватній власності, а ліфт не працює. «Дельфін» зручний для відвідувачів з дітьми — для малюків в морі спеціально обгородили територію буйками, а на березі встановили безкоштовні дитячі гойдалки. З мінусів — громадський туалет, який смердить. 22 листопада 2019 року поблизу пляжу сів на мілину танкер «Делфі», внаслідок чого акваторія навколо місця аварії була забруднена нафтопродуктами[2]. Станом на серпень 2021 року судно вже прибрали.
- Пляж для людей з обмеженими можливостями — інклюзивний пляж розташований неподалік пляжу Дельфін, відкритий у 2021 році. Пляж функціонує у відкритому форматі та є безкоштовним для відвідувачів. Його інфраструктура передбачає умови доступності для осіб з інвалідністю, включаючи пандуси та спеціальний ліфт для маломобільних осіб, адаптовані душові та санвузли, тактильні доріжки, медичний пункт, спеціалізований дитячий майданчик, крісла-амфібії для спуску у воду. Для зручності спуску у воду для людей з інвалідністю є чотири спеціальні пандуси. Встановлено шезлонги для безкоштовного користування. На пляжі безкоштовно працює масажист-реабілітолог. Також підтримується реабілітація військових, пропонуючи програми фізичної терапії, тренування та індивідуальну підтримку для адаптації до нових обставин життя.[3]
- Пляж санаторію ім. В.П. Чкалова — Його називають ще студентським пляжем (звісно, через контингент). Головний недолік — аварійні сходи, які ведуть до пляжу. Тапчанів немає — ні платних, ні безкоштовних, а туалет — недалеко від води. Можна взяти напрокат надувну акулу чи орендувати мангал.
- Нудистський пляж
- Пляж санаторію "Росія" — Майже «дикий» пляж — тут немає ні душових, ні тапчанів, ні сміттєвих баків, ні кіосків із водою. Роздягальня одна, а туалет, залитий хлоркою, складно назвати упорядкованим. Правда, при всіх недоліках, пісок на пляжі досить чистий, а відвідувачів — небагато.
- Пляж санаторію "Одеса"
- Пляж санаторію "Аркадія"
- Пляж «Аркадія» — Найкраще облаштований, але найтісніший пляж Одеси. Територія безкоштовних послуг мізерна. Туалетів багато — від брудних безкоштовних до ідеально чистих платних. Є кімната матері та дитини і платний душ.

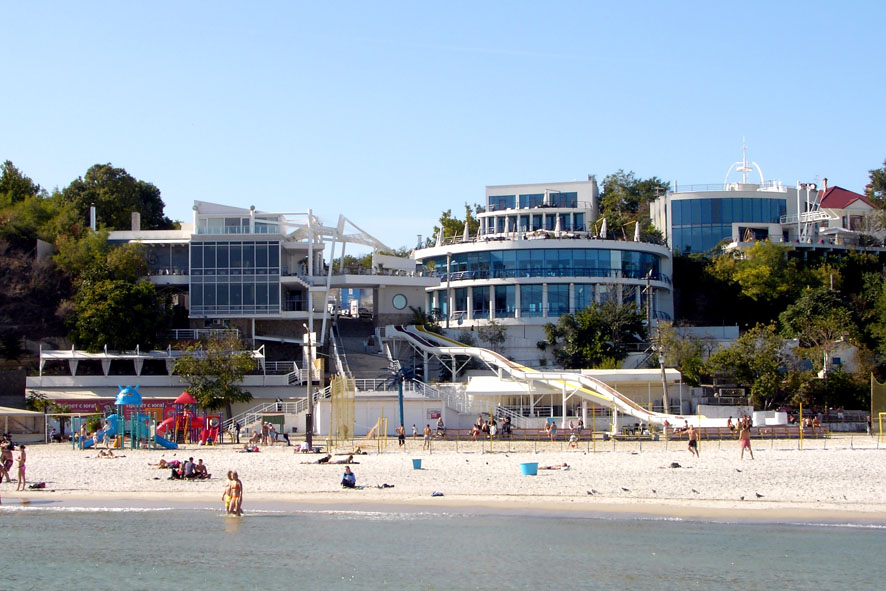
Пляж «Чайка»

- Пляж «Чайка» — Зручний під'їзд, дістатися прямо до пляжу можна на літній маршрутці № 259 (йде від вул. Євгена Танцюри). Тут же є дитячий майданчик і чимала частина пляжу виділена для інвалідів — зі спеціально обладнаними душовими і туалетами. А для VIP-персон навіть побудували бунгало.
- Пляж «Курортний» — Найпросторіший і чистий пляж з безкоштовними душовими. На «Курортному» найчастіше проводять час завзяті любителі пляжного волейболу. Тому мами з дітками не ризикують тут відпочивати. Уздовж узбережжя дружною ланцюжком вишикувалися маса кафе, ресторанів, міні-лотків та платних біотуалетів (як майже і на більшості пляжів міста).

- Пляж «Золотий берег» — Незважаючи на те, що тут відкрили міні-набережну, сам пляж — не в найкращому вигляді. Пісок забруднений, немає душових. Але є свіжовідремонтований туалет і дитячий майданчик. Уздовж пляжу — багато лотків з водою та морозивом. Увечері тут проводять профілактику — чистять пісок і прибирають сміття.
- Монастирський пляж

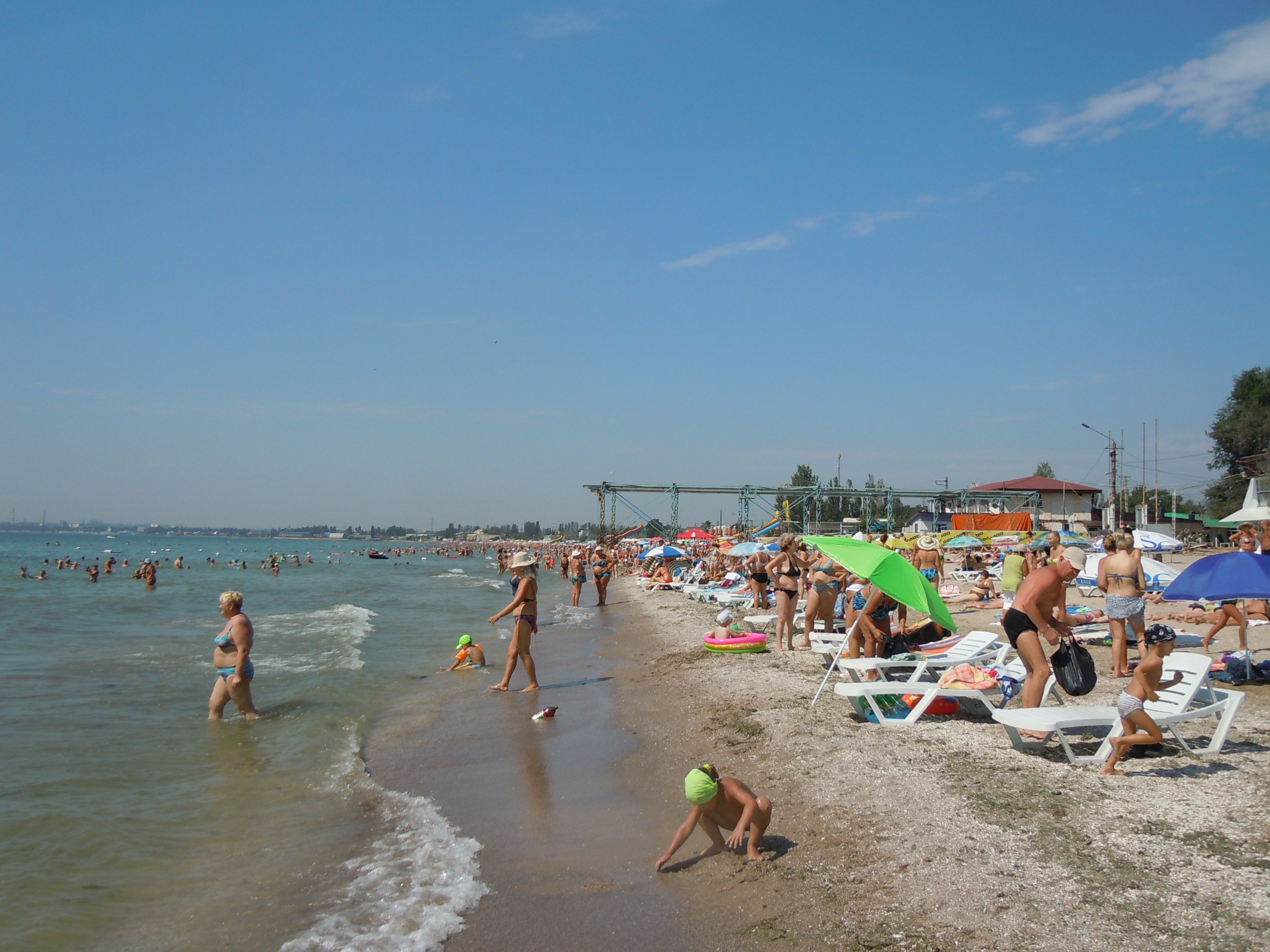
Пляж «Лузанівка»

- Пляж "Санжійка" —  один із найкрасивіших пляжів в Одесі.[4]